# Campeonato da Europa de Atletismo de 1971
A 10ª edição do Campeonato da Europa de Atletismo foi realizado de 10 a 15 de agosto de 1971 no Olympiastadion, em Helsínquia, na Finlândia. Foram disputadas 38 provas com 857 atletas de 29 nacionalidades. 

## Medalhistas

### Masculino
| Evento                | Ouro                                                                                              | Prata                                                                        | Bronze                                                                          |
| --------------------- | ------------------------------------------------------------------------------------------------- | ---------------------------------------------------------------------------- | ------------------------------------------------------------------------------- |
| 100 metros            | Valeriy Borzov · União Soviética                                                                  | Gerhard Wucherer · Alemanha Ocidental                                        | Vasilis Papageorgopoulos · Grécia                                               |
| 200 metros            | Valeriy Borzov · Itália                                                                           | Franz-Peter Hofmeister · Alemanha Ocidental                                  | Jörg Pfeifer · Alemanha Oriental                                                |
| 400 metros            | David Jenkins · Reino Unido                                                                       | Marcello Fiasconaro · Itália                                                 | Jan Werner · Polónia                                                            |
| 800 metros            | Yevgeniy Arzhanov · União Soviética                                                               | Dieter Fromm · Alemanha Oriental                                             | Andy Carter · Reino Unido                                                       |
| 1500 metros           | Francesco Arese · Itália                                                                          | Henryk Szordykowski · Polónia                                                | Brendan Foster · Reino Unido                                                    |
| 5000 metros           | Juha Väätäinen · Finlândia                                                                        | Jean Wadoux · França                                                         | Harald Norpoth · Alemanha Oriental                                              |
| 10000 metros          | Juha Väätäinen · Finlândia                                                                        | Jürgen Haase · Alemanha Oriental                                             | Rashid Sharafetdinov · União Soviética                                          |
| Maratona              | Karel Lismont · Bélgica                                                                           | Trevor Wright · Reino Unido                                                  | Ron Hill · Reino Unido                                                          |
| 110 m barreiras       | Frank Siebeck · Alemanha Oriental                                                                 | Alan Pascoe · Reino Unido                                                    | Lubomír Nádeníček · Tchecoslováquia                                             |
| 400 m barreiras       | Jean-Claude Nallet · França                                                                       | Christian Rudolph · Alemanha Oriental                                        | Dimitri Stukalov · União Soviética                                              |
| 3000 m obstáculos     | Jean-Paul Villain · França                                                                        | Dušan Moravčík · Tchecoslováquia                                             | Pavel Sysoyev · União Soviética                                                 |
| Estafeta 4x100m       | Ladislav Kříž · Juraj Demeč · Jiří Kynos · Ludvík Bohman · Tchecoslováquia                        | Gerard Gramse · Tadeusz Cuch · Zenon Nowosz · Marian Dudziak · Polónia       | Vincenzo Guerini · Pietro Mennea · Pasqualino Abeti · Ennio Preatoni · Itália   |
| Estafeta 4x400m       | Horst-Rüdiger Schlöske · Thomas Jordan · Martin Jellinghaus · Hermann Köhler · Alemanha Ocidental | Andrzej Badeński · Jan Balachowski · Waldemar Korycki · Jan Werner · Polónia | Lorenzo Cellerino · Giacomo Puosi · Sergio Bello · Marcello Fiasconaro · Itália |
| 20 km marcha          | Nikolay Smaga · União Soviética                                                                   | Gerhard Sperling · Alemanha Oriental                                         | Paul Nihill · Reino Unido                                                       |
| 50 km marcha          | Veniamin Soldatenko · União Soviética                                                             | Christoph Höhne · Alemanha Oriental                                          | Peter Selzer · Alemanha Oriental                                                |
| Salto em altura       | Kęstutis Šapka · União Soviética                                                                  | Csaba Dosa · Roménia                                                         | Rustam Akhmetov · União Soviética                                               |
| Salto com vara        | Wolfgang Nordwig · Alemanha Oriental                                                              | Kjell Isaksson · Suécia                                                      | Renato Dionisi · Itália                                                         |
| Salto em comprimento  | Max Klauß · Alemanha Oriental                                                                     | Igor Ter-Ovanesyan · União Soviética                                         | Stanisław Szudrowicz · Polónia                                                  |
| Triplo salto          | Jörg Drehmel · Alemanha Oriental                                                                  | Viktor Saneyev · União Soviética                                             | Carol Corbu · Roménia                                                           |
| Arremesso do peso     | Hartmut Briesenick · Alemanha Oriental                                                            | Heinz-Joachim Rothenburg · Alemanha Oriental                                 | Władysław Komar · Polónia                                                       |
| Lançamento do disco   | Ludvík Daněk · Tchecoslováquia                                                                    | Lothar Milde · Alemanha Oriental                                             | Géza Fejér · Hungria                                                            |
| Lançamento do dardo   | Jānis Lūsis · União Soviética                                                                     | Jānis Doniņš · União Soviética                                               | Wolfgang Hanisch · Alemanha Oriental                                            |
| Lançamento do martelo | Uwe Beyer · Alemanha Oriental                                                                     | Reinhard Theimer · Alemanha Oriental                                         | Anatoliy Bondarchuk · União Soviética                                           |
| Decatlo               | Joachim Kirst · Alemanha Oriental                                                                 | Lennart Hedmark · Suécia                                                     | Hans-Joachim Walde · Alemanha Ocidental                                         |

### Feminino
| Evento               | Ouro                                                                                               | Prata                                                                                 | Bronze                                                                                           |
| -------------------- | -------------------------------------------------------------------------------------------------- | ------------------------------------------------------------------------------------- | ------------------------------------------------------------------------------------------------ |
| 100 metros           | Renate Stecher · Alemanha Oriental                                                                 | Ingrid Mickler-Becker · Alemanha Ocidental                                            | Elfgard Schittenhelm · Alemanha Ocidental                                                        |
| 200 metros           | Renate Stecher · Alemanha Oriental                                                                 | Györgyi Balogh · Hungria                                                              | Irena Szewińska · Polónia                                                                        |
| 400 metros           | Helga Seidler · Alemanha Oriental                                                                  | Inge Bödding · Alemanha Ocidental                                                     | Ingelore Lohse · Alemanha Oriental                                                               |
| 800 metros           | Vera Nikolić · Iugoslávia                                                                          | Pat Lowe · Reino Unido                                                                | Rosemary Stirling · Reino Unido                                                                  |
| 1500 metros          | Karin Burneleit · Alemanha Oriental                                                                | Gunhild Hoffmeister · Alemanha Oriental                                               | Ellen Tittel · Alemanha Ocidental                                                                |
| 100 m barreiras      | Karin Balzer · Alemanha Oriental                                                                   | Annerose Fiedler · Alemanha Oriental                                                  | Teresa Sukniewicz · Polónia                                                                      |
| Estafeta 4x100m      | Elfgard Schittenhelm · Inge Helten · Annegret Irrgang · Ingrid Mickler-Becker · Alemanha Ocidental | Karin Balzer · Renate Stecher · Petra Vogt · Ellen Stropahl · Alemanha Oriental       | Lyudmila Zharkova · Galina Bukharina · Marina Sidorova · Nadezhda Besfamilnaya · União Soviética |
| Estafeta 4x400m      | Rita Kühne · Ingelore Lohse · Helga Seidler · Monika Zehrt · Alemanha Oriental                     | Annette Rückes · Christel Frese · Hildegard Falck · Inge Bödding · Alemanha Ocidental | Raissa Nikaronova · Vera Popkova · Nadezhda Kolesnikova · Nadezhda Chistyakova · União Soviética |
| Salto em altura      | Ilona Gusenbauer · Áustria                                                                         | Cornelia Popescu · Roménia                                                            | Barbara Inkpen · Reino Unido                                                                     |
| Salto em comprimento | Ingrid Mickler-Becker · Alemanha Ocidental                                                         | Meta Antenen · Suíça                                                                  | Heide Rosendahl · Alemanha Ocidental                                                             |
| Arremesso do peso    | Nadezhda Chizhova · União Soviética                                                                | Marita Lange · Alemanha Oriental                                                      | Margitta Gummel · Alemanha Oriental                                                              |
| Lançamento do disco  | Faina Melnyk · União Soviética                                                                     | Liesel Westermann · Alemanha Ocidental                                                | Lyudmila Muravyova · União Soviética                                                             |
| Lançamento do dardo  | Daniela Jaworska · Polónia                                                                         | Ameli Koloska · Alemanha Ocidental                                                    | Ruth Fuchs · Alemanha Oriental                                                                   |
| Pentatlo             | Heide Rosendahl · Alemanha Ocidental                                                               | Burglinde Pollak · Alemanha Oriental                                                  | Margrit Herbst · Alemanha Oriental                                                               |

## Quadro de medalhas
| Ordem | País               | Medalha de ouro | Medalha de prata | Medalha de bronze | Total |
| ----- | ------------------ | --------------- | ---------------- | ----------------- | ----- |
| 1     | Alemanha Oriental  | 12              | 13               | 7                 | 32    |
| 2     | União Soviética    | 9               | 3                | 8                 | 20    |
| 3     | Alemanha Ocidental | 5               | 7                | 5                 | 17    |
| 4     | Tchecoslováquia    | 2               | 1                | 1                 | 4     |
| 5     | França             | 2               | 1                | —                 | 3     |
| 6     | Finlândia          | 2               | —                | —                 | 2     |
| 7     | Reino Unido        | 1               | 3                | 6                 | 10    |
| 8     | Polónia            | 1               | 3                | 5                 | 9     |
| 9     | Itália             | 1               | 1                | 3                 | 5     |
| 10    | Áustria            | 1               | —                | —                 | 1     |
|       | Bélgica            | 1               | —                | —                 | 1     |
|       | Iugoslávia         | 1               | —                | —                 | 1     |
| 13    | Roménia            | —               | 2                | 1                 | 3     |
| 14    | Suécia             | —               | 2                | —                 | 2     |
| 15    | Hungria            | —               | 1                | 1                 | 2     |
| 16    | Suíça              | —               | 1                | —                 | 1     |
| 17    | Grécia             | —               | —                | 1                 | 1     |
|       | TOTAL              | 38              | 38               | 38                | 114   |

## Participantes
De acordo com uma contagem não oficial, 871 atletas de 29 países participaram do evento, catorze atletas mais do que o número oficial de 857 como publicado. 
| - Áustria (16) - Bélgica (16) - Bulgária (12) - Checoslováquia (32) - Dinamarca (14) - Alemanha Oriental (68) - Finlândia (48) - França (67) | - Gibraltar (1) - Grécia (4) - Hungria (42) - Islândia (3) - Irlanda (9) - Itália (47) - Liechtenstein (1) | - Luxemburgo (1) - Países Baixos (20) - Noruega (30) - Polónia (65) - Portugal (5) - Roménia (18) - União Soviética (84) | - Espanha (16) - Suécia (43) - Suíça (20) - Turquia (9) - Reino Unido (65) - Alemanha Ocidental (88) - Iugoslávia (27) |